# Saïd Rachidi
Saïd Rachidi né le 14 juillet 1986 à Lille est un boxeur professionnel franco-marocain. 
Il grandit au quartier de Moulins où il découvre la boxe au sein du Boxing Club Lille Moulins. À 15 ans, il remporte son premier titre de champion de France cadet et se fait un nom sur le plan national puis international.

## Biographie
- École Saint-Exupery à Lille
- 1993 : premier entrainement à 7 ans au Boxing club Lille Moulins
- 2001 : champion de France cadets
- 2003 : intègre l'équipe de France sport étude à Vendôme Loir-et-Cher
- 2004 : quarts de finale du championnat du monde junior en Corée
- 2006 : luxation du coude
- 2007 : champion de France
- 2 novembre 2007 : qualifié sous le drapeau marocain pour les quarts de finale du championnat du monde amateur poids moyens à Chicago, il est battu par le Kazakh Artayev Bakhtiyar.
- 2007 : médaillé d'argent des moins de 75 kg aux Jeux panarabes du Caire
- 2008: qualifié pour les Jeux olympiques de Pékin, il s'incline au premier tour[2].
- 10 décembre 2010 : début professionnel contre Johnnhy Peterle, match en 4 rounds, match nul[3]

## Référence
1. ↑  « Il faut aider les jeunes à regarder plus loin », L'Express, 28 avril 2008
2. ↑  (fr) J'ai perdu mon match... mais je reviens la tête haute (yabiladi.com)
3. ↑  (fr) Calais pour ses débuts professionnels (lavoixdessports.com)